# Лігота-Дольна (Стшелецький повіт)
Лігота-Дольна (пол. Ligota Dolna, нім. Nieder Ellguth) — село в Польщі, у гміні Стшельці-Опольські Стшелецького повіту Опольського воєводства.
Населення — 106 осіб (2011).
У 1975-1998 роках село належало до Опольського воєводства.

## Демографія
Демографічна структура станом на 31 березня 2011 року:
|          | Загалом | Допрацездатний вік | Працездатний вік | Постпрацездатний вік |
| -------- | ------- | ------------------ | ---------------- | -------------------- |
| Чоловіки | 54      | 12                 | 36               | 6                    |
| Жінки    | 52      | 10                 | 35               | 7                    |
| Разом    | 106     | 22                 | 71               | 13                   |